# باروس
باروس، روستایی در دهستان راهگان بخش راهگان شهرستان خفر در استان فارس ایران است.

## جمعیت
بر پایه سرشماری عمومی نفوس و مسکن در سال ۱۳۹۵، جمعیت این روستا برابر با ۷۰۶ نفر (۲۱۳ خانوار) بوده است.